# Simon Fraser, XV Lord Lovat
Lord Simon Christopher Joseph Fraser, XV Lord Lovat (Beauly, 9 luglio 1911 – Beauly, 16 marzo 1995), è stato un nobile e militare britannico.
Quindicesimo Lord Lovat (de iure, diciassettesimo de facto) e capo del clan Fraser di Lovat, si distinse durante la seconda guerra mondiale come comandante di battaglione dei British Commandos, prendendo parte al raid su Dieppe e allo sbarco in Normandia.
Winston Churchill lo definì "l'uomo più affascinante ad aver mai tagliato una gola". Alcune fonti riportano che nel 1944 i tedeschi avrebbero messo una taglia di 100 000 marchi su di lui, vivo o morto, per iniziativa della Gestapo o per ordine diretto di Adolf Hitler.

## Biografia
Nato nel castello di Beaufort presso Beauly, nell'Inverness-shire, era figlio di Simon Fraser, XIV Lord Lovat, e Laura Lister, discendente dei baroni Ribblesdale. Era imparentato con David Stirling, fondatore dello Special Air Service.
Già durante la scuola si avviò verso la carriera militare, dapprima come membro degli Officers' Training Corps mentre frequentava l'Ampleforth College, e successivamente rientrando nello squadrone di cavalleria dell'università di Oxford.
Lovat nel 1930 entrò ufficialmente nell'esercito con il grado di secondo tenente venendo assegnato ai Lovat Scouts, un'unità della Territorial Army fondata dal padre durante la guerre boere che si era distinta particolarmente durante la prima guerra mondiale in compiti di ricognizione e infiltrazione (i Lovat Scouts vengono ritenuti la prima unità militare ad aver utilizzato la ghillie suit, mentre alcuni suoi membri formarono la prima unità di tiratori scelti dell'esercito britannico). L'anno successivo entrò invece nelle Guardie Scozzesi.
Ritiratosi dal servizio di riserva nel 1937 fece domanda per rientrarvi nel 1939, quando ormai lo scontro bellico con la Germania sembrava ormai inevitabile, ottenendo il grado di capitano delle Guardie Scozzesi. Nel 1940 si arruolò come volontario nei neonati British Commandos, prendendo parte l'anno successivo all'operazione Claymore presso le isole Lofoten.
Nel 1942, promosso maggiore, partecipò assieme Commando n°4 ad un raid presso il villaggio di Hardelot, sulla costa francese. Divenuto tenente colonnello e posto alla guida del medesimo Commando, prese parte al raid su Dieppe, dove la sua unità distrusse una batteria di cannoni da 150 millimetri, divenendo poi l'unica durante l'intera operazione a portare a termine il compito assegnato.

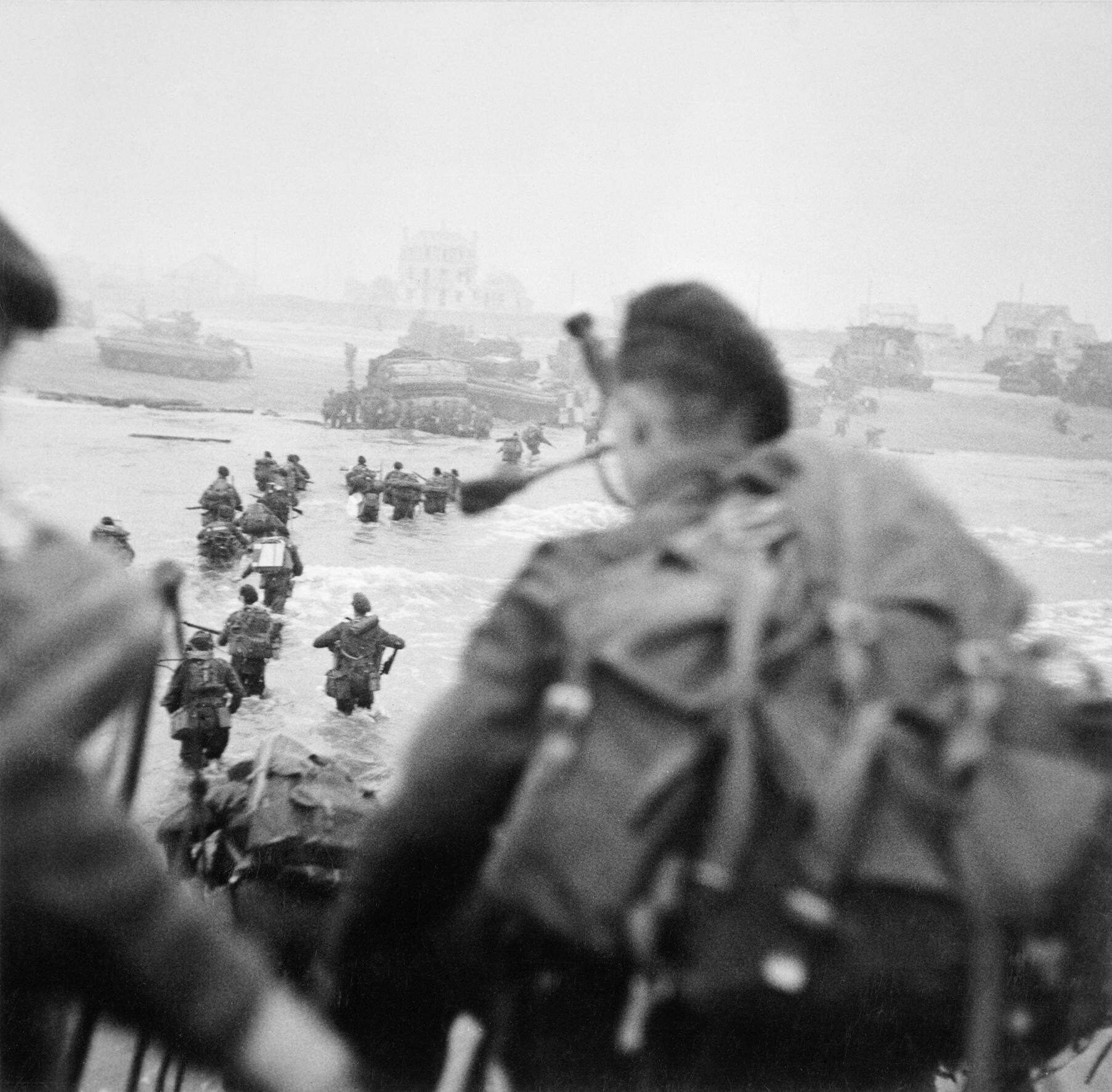
Sbarco della 1st Special Service Brigade a Sword Beach. Lord Lovat è visibile mentre marcia a destra della colonna; in primo piano, a destra, Bill Millin con la sua cornamusa

Nel 1944 ottenne la promozione a brigadiere, e venne messo a capo nella neoformata 1st Special Service Brigade, un'unità mista formata da membri dei British Commandos e dei Royal Marines. Durante lo sbarco in Normandia guidò personalmente la sua unità durante l'assalto a Sword Beach, accompagnato dal suo assistente e suonatore di cornamusa Bill Millin, a cui assegnò il compito di suonare per accompagnare gli uomini durante lo sbarco. Quando Millin gli fece notare che le direttive del Comando dell'esercito vietavano di suonare strumenti sul campo di battaglia, Lovat rispose: "Ah, ma quello è il Comando inglese, mentre io e te siamo scozzesi!". Dopo lo sbarco, le forze di Lovat (sempre anticipate dalla cornamusa di Millin) raggiunsero il ponte Pegasus, in aiuto delle forze della 6th Airborne Division che lo avevano conquistato dopo ore di combattimento notturno. Il 12 giugno Lovat venne gravemente ferito dallo scoppio di una granata durante un assalto a Breville, venendo quindi evacuato e portato in madrepatria.
Finita la guerra si diede alla politica divenendo sottosegretario agli affari esteri, decidendo poi di dedicarsi alla gestione delle terre e delle proprietà di famiglia.
Morì il 16 marzo 1995, poche settimane dopo aver perso due dei figli.

## Nei media
Lord Lovat comparve nel film del 1962 Il giorno più lungo, interpretato dall'attore Peter Lawford.

## Ascendenza
|                                      |                                       |                                      | Genitori                                         |  |  | Nonni |  |  | Bisnonni                      |  |  | Trisnonni        |  |
|                                      |                                       |                                      |                                                  |  |  |       |  |  | Thomas Fraser, XII lord Lovat |  |  | Alexander Fraser |  |
|                                      |                                       |                                      |                                                  |  |  |       |  |  | Thomas Fraser, XII lord Lovat |  |  | Alexander Fraser |  |
|                                      |                                       | Amelia Mary Leslie                   |                                                  |  |  |       |  |  | Thomas Fraser, XII lord Lovat |  |  |                  |  |
| Simon Fraser, XIII lord Lovat        |                                       |                                      |                                                  |  |  |       |  |  | Thomas Fraser, XII lord Lovat |  |  |                  |  |
|                                      |                                       | Charlotte Stafford-Jerningham        | George Stafford-Jerningham, VIII barone Stafford |  |  |       |  |  |                               |  |  |                  |  |
|                                      |                                       | Charlotte Stafford-Jerningham        | George Stafford-Jerningham, VIII barone Stafford |  |  |       |  |  |                               |  |  |                  |  |
|                                      |                                       | Charlotte Stafford-Jerningham        | Frances Henrietta Sulyarde                       |  |  |       |  |  |                               |  |  |                  |  |
| Simon Fraser, XIV lord Lovat         |                                       | Charlotte Stafford-Jerningham        |                                                  |  |  |       |  |  |                               |  |  |                  |  |
|                                      |                                       | Thomas Weld-Blundell                 | Joseph Weld                                      |  |  |       |  |  |                               |  |  |                  |  |
|                                      |                                       | Thomas Weld-Blundell                 | Joseph Weld                                      |  |  |       |  |  |                               |  |  |                  |  |
|                                      |                                       | Thomas Weld-Blundell                 | hon. Charlotte Mary Stourton                     |  |  |       |  |  |                               |  |  |                  |  |
| Alice Mary Weld-Blundell             |                                       | Thomas Weld-Blundell                 |                                                  |  |  |       |  |  |                               |  |  |                  |  |
|                                      |                                       | Theresa Vaughan                      | William Vaughan                                  |  |  |       |  |  |                               |  |  |                  |  |
|                                      |                                       | Theresa Vaughan                      | William Vaughan                                  |  |  |       |  |  |                               |  |  |                  |  |
|                                      |                                       | Theresa Vaughan                      | Teresa Weld                                      |  |  |       |  |  |                               |  |  |                  |  |
| Simon Fraser, XV lord Lovat          |                                       | Theresa Vaughan                      |                                                  |  |  |       |  |  |                               |  |  |                  |  |
|                                      | Thomas Lister, III barone Ribblesdale | Thomas Lister, II barone Ribblesdale |                                                  |  |  |       |  |  |                               |  |  |                  |  |
|                                      | Thomas Lister, III barone Ribblesdale | Thomas Lister, II barone Ribblesdale |                                                  |  |  |       |  |  |                               |  |  |                  |  |
|                                      | Thomas Lister, III barone Ribblesdale | Adelaide Lister                      |                                                  |  |  |       |  |  |                               |  |  |                  |  |
| Thomas Lister, IV barone Ribblesdale | Thomas Lister, III barone Ribblesdale |                                      |                                                  |  |  |       |  |  |                               |  |  |                  |  |
|                                      |                                       | Emma Mure                            | William Mure                                     |  |  |       |  |  |                               |  |  |                  |  |
|                                      |                                       | Emma Mure                            | William Mure                                     |  |  |       |  |  |                               |  |  |                  |  |
|                                      |                                       | Emma Mure                            | Laura Markham                                    |  |  |       |  |  |                               |  |  |                  |  |
| Laura Lister                         |                                       | Emma Mure                            |                                                  |  |  |       |  |  |                               |  |  |                  |  |
|                                      |                                       | sir Charles Tennant, I baronetto     | John Tennant                                     |  |  |       |  |  |                               |  |  |                  |  |
|                                      |                                       | sir Charles Tennant, I baronetto     | John Tennant                                     |  |  |       |  |  |                               |  |  |                  |  |
|                                      |                                       | sir Charles Tennant, I baronetto     | Robina Arrol                                     |  |  |       |  |  |                               |  |  |                  |  |
| Charlotte Monkton Tennant            |                                       | sir Charles Tennant, I baronetto     |                                                  |  |  |       |  |  |                               |  |  |                  |  |
|                                      |                                       | Emma Winsloe                         | Richard Winsloe                                  |  |  |       |  |  |                               |  |  |                  |  |
|                                      |                                       | Emma Winsloe                         | Richard Winsloe                                  |  |  |       |  |  |                               |  |  |                  |  |
|                                      |                                       | Emma Winsloe                         | Charlotte Monkton                                |  |  |       |  |  |                               |  |  |                  |  |
|                                      |                                       | Emma Winsloe                         |                                                  |  |  |       |  |  |                               |  |  |                  |  |